# Trégomar
Trégomar era una comuna francesa que estaba situada en el departamento de Costas de Armor, de la región de Bretaña, que en 1972 pasó a formar parte de la comuna de Lamballe como comuna asociada.

## Historia
La comuna asociada fue suprimida el 1 de enero de 2016.

## Demografía
| Gráfica de evolución demográfica de Trégomar entre 1800 y 1968 |
|                                                                |

Los datos demográficos contemplados en este gráfico se han cogido de la página francesa EHESS/Cassini.